# Winter Shield II
Winter Shield II war der Name eines der größten Manöver, das die United States Army in Deutschland durchführte. Alternative Schreibungen sind Wintershield II und Wintershield 2, auch wurde die Übung als Nuclear Winter bezeichnet.

## Ablauf
Das Manöver fand vom 2. bis zum 8. Februar 1961 im Osten Bayerns statt. Der Übungsraum erstreckte sich von Bad Steben im Norden bis Freising im Süden; im Westen bildete die Linie Coburg–Neuburg an der Donau die Begrenzung, im Osten die Achse Hof–Straubing.
Beteiligt waren 60.000 überwiegend US-amerikanische Soldaten, aber auch Angehörige der Bundeswehr und erstmals solche der Französischen Streitkräfte. Über 15.000 Rad- und Kettenfahrzeuge kamen zum Einsatz. Darunter waren schwere Kampfpanzer der Typen M48 und M103, Werfer für Honest-John-Boden-Boden- und Nike-Boden-Luft-Raketen, M65–Atomkanonen sowie Brücken- und Übersetzfahrzeuge der französischen Bauart Gillois.
Mit der Durchführung des Manövers wurde der Oberbefehlshaber der 7. US-Armee, Generalleutnant Garrison H. Davidson, beauftragt. Getestet werden sollte die Einsatzbereitschaft und Feuerkraft der US-Verbände in Deutschland. Ein wichtiges Ziel war, die Zusammenarbeit mit anderen NATO-Partnern zu koordinieren und Sprachbarrieren zu überwinden. Die Wahl von Atomzielpunkten und die Erhöhung der Erfolgsquote von Atomschlägen waren weitere Übungsschwerpunkte. Erstmals wurde auch die Erkundung der Ziele mit ferngesteuerten Aufklärungsflugzeugen erprobt.
Angenommen wurde, dass als „Blaue Truppe“ bezeichnete NATO-Streitkräfte einem Aggressor („Rote Truppe“) gegenüberstanden. Erstere bestanden aus den Einheiten 5. US-Korps, 8th Infantry Division, 14th Armored Cavalry Regiment, Heavy Tank Bataillon 33rd US-Armored, 11. französische mechanisierte Brigade, Panzerbataillon 54 der Bundeswehr und weiteren. Die Angreifer der „Roten Truppe“ bildeten: 7. US-Korps, 4th Armored Division, 2nd Cavalry Regiment, 168th und 273th Engineer Bataillon, Panzergrenadierbrigade 11 der Bundeswehr und andere Truppenteile.
Während der Übung wurden 79 Atomwaffenschläge „ausgeführt“, davon 72 durch Luftwaffe, Raketensysteme und Atomartillerie. Dazu kamen sieben Sprengungen mit Atomminen gegen Gewässerübergangsstellen und Hauptnachschubstraßen. Als großes Problem stellte sich die Wetterlage jener Tage heraus. Schnee, Regen und Tauwetter wechselten sich ab, weshalb die schweren Fahrzeuge immense Flurschäden verursachten. Hinzu kamen Verschmutzungen des Erdreichs durch Öl und Frostschutzmittel. 14 Menschen – Soldaten und Zivilisten – kamen bei dem Manöver ums Leben.
Der Brigadegeneral Oskar Munzel, damals Kommandeur der Panzertruppenschule der Bundeswehr, resümierte: „Die Wirkung atomarer Schläge, obschon immer wieder eingespielt, entfaltete nicht ihre psychologische Komponente. Das Atomspiel wurde von den Soldaten nicht ernstgenommen, da die Übungen die entsprechenden Verluste nicht entsprechend abbildeten.“